# Dunakeszi tisztségviselői
Dunakeszi község, nagyközség, majd 1977. április 1-jétől város vezető tisztségviselői 1950 és 2024 között az alábbi személyek voltak:

Dunakeszi VB-elnökei és tanácselnökei (1950–1990)

| Bukovszky Sándorné    | 1950–1954 |
| Ifj. Gelencsér István | 1954–1957 |
| Major Gyula           | 1957–1960 |
| Dr. Velner Lajos      | 1960–1973 |
| Török Sándor          | 1973–1980 |
| Metykó Gyuláné        | 1980–1988 |
| Villási László        | 1988–1990 |

Dunakeszi VB-titkárai (1950–1990)
| Nagy Gyula          | 1950–1957               |
| Dr. Tihanyi Károly  | 1958–1963               |
| Monori Balázs       | 1963–1971               |
| Kiss László         | 1971–1973.01.12.        |
| Dr. Korda Kálmán    | 1973.01.12.–1975.01.31. |
| Dr. Jancskár Sándor | 1975.02.01.–1988.12.31. |
| Dr. Simon Ágota     | 1989.01.01.–01.31.      |
| Dr. Hajas István    | 1989.02.01.–1990.12.31. |

Dunakeszi polgármesterei (1990-től)
| Dr. Örményi László | 1990–1994 |
| Villási László     | 1994–1996 |
| Kecskeméthy Géza   | 1997–2010 |
| Dióssi Csaba       | 2010–     |

Dunakeszi alpolgármesterei (1990-től)

| Németh István    | 1990–1994 |
| Kecskeméthy Géza | 1995–1997 |
| Erdész Zoltán    | 1998–2023 |
| László Zoltán    | 2002–2006 |
| Szabó Tamás      | 2002–2006 |
| Dióssi Csaba     | 2007–2010 |
| Sipos Dávid      | 2019–     |
| Nyíri Márton     | 2019–     |

Dunakeszi jegyzői (1990-től)

| Dr. Hajas István                | 1990–2001 |
| Dr. Dóczi István                | 2001–2004 |
| Dr. Illés Melinda               | 2004–2011 |
| Dr. Molnár György               | 2011–2022 |
| Nagyné Dr. Spiegelhalter Renáta | 2023–     |

Dunakeszi aljegyzői (1995-től)

| Dr. Dóczi István                | 1995–2001               |
| Dr. Illés Melinda               | 2001–2004.12.31.        |
| Németh Lászlóné                 | 2005.01.01.–2011[3]     |
| Dr. Bábosik Dóra                | 2012–2015               |
| Manhalder Zoltánné              | 2015.03.01.–07.31.      |
| Dr. Szarvas Aliz                | 2017.08.01.–2023.09.12. |
| Nagyné Dr. Spiegelhalter Renáta | 2023.09.12.–09.20.      |
| Keller Anikó                    | 2023.09.20.–            |